# AKB48 AKB來了!!
AKB48 AKB來了!!（日語：AKB48 AKBがやって来た！！）是日本偶像組合AKB48於2010年8月17日至31日於札幌、廣島、仙台、東京、名古屋、福岡6個地方舉行的全國巡迴演唱會。

## 概要
- 在演唱會「希望滿席祭 贊否兩論」第1天的公演完結時，公佈將會於8月舉行全國巡迴演唱會，包括廣島、大阪、福岡、仙台、札幌及名古屋[2][3][4]。
- 官方網站於2010年4月24日公佈全國巡迴演唱會的名稱為「AKB48 AKB來了!! 」及各地的表演隊伍、時間及地點等[1][5]。
- 而其中3場公演亦會於2010年10月在家庭劇場（日语：ファミリー劇場）播放[6][7][8]。

## 參加成員
團隊所屬以演出時為準
- AKB48
  - Team A
    - 岩佐美咲、多田愛佳、大家志津香、片山陽加、倉持明日香、小嶋陽菜、指原莉乃、篠田麻里子、高城亞樹、高橋南（高橋みなみ）、仲川遙香、中田千智（中田ちさと）、仲谷明香、前田敦子、前田亞美、松原夏海

  - Team K
    - 秋元才加、板野友美、內田真由美、梅田彩佳、大島優子、小野惠令奈、菊地彩香（菊地あやか）、田名部生來、中塚智實、仁藤萌乃、野中美鄉、藤江麗奈（藤江れいな）、松井咲子、峯岸南（峯岸みなみ）、宮澤佐江、米澤瑠美

  - Team B
    - 石田晴香、奧真奈美、河西智美、柏木由紀、北原里英、小林香菜、小森美果、佐藤亞美菜、佐藤堇（佐藤すみれ）、佐藤夏希、鈴木瑪利亞（鈴木まりや）、近野莉菜、平嶋夏海、增田有華、宮崎美穗、渡邊麻友

  - Team研究生
    - 橫山由依（篠田麻里子代役）[9][10]

## 曲目
- 所有時間為日本時間。

### 8月17日
- 舉行時間：（早場）入場時間13:30、出演時間14:30；（夜場）入場時間17:30、出演時間18:30[11]
- 舉行地點：廣島ASTER PLAZA
- 表演隊伍：Team A[1][5]
- 表演前播報：（早場）高橋南；（夜場）前田敦子

1. overture
2. 目擊者（目撃者） - 全員
3. 前人未踏 - 全員
4. 歪曲的珍珠（いびつな真珠） - 全員
5. 憧憬的大明星（憧れのポップスター） - 全員
6. MC1 - 自我介紹
7. 手牽手（腕を組んで） - 仲谷、前田敦、倉持
8. 燃燒路線（炎上路線） - 高城、指原
9. 愛的加速器（愛しさのアクセル） - 高橋
10. ☆之彼方（☆の向こう側） - 中田、小嶋、多田、岩佐
11. 仙人掌與淘金熱（サボテンとゴールドラッシュ） - 大家、片山、前田亞、篠田、松原、仲川
12. MC2 - 大家、片山、前田亞、篠田、松原、仲川
13. 美人 - 全員
14. 給我愛（アイヲクレ） - 全員
15. 摩天樓的距離（摩天楼の距離） - 全員
16. MC3 - （前半）仲谷、倉持、高橋、多田、高城、中田、片山、大家；（後半）松原、小嶋、岩佐、前田敦、篠田、前田亞、指原、仲川
17. 生命的意義（命の意味） - 全員

安可曲
1. I'm crying - 全員
2. 一直 一直（ずっと ずっと） - 全員
3. MC4 - 全員
4. Pioneer - 全員

2次安可曲
1. 無限重播（ヘビーローテーション） - 全員
2. 馬尾與髮圈（ポニーテールとシュシュ） - 全員[12][13]

- 表演後播報：（早場）高橋南；（夜場）前田敦子

### 8月18日
- 舉行時間：（早場）入場時間13:00、出演時間14:00；（夜場）入場時間17:00、出演時間18:00
- 舉行地點：大阪難波Hatch
- 表演隊伍：Team A[1][5][14]
- 表演前播報：（早場）高城亞樹；（夜場）小嶋陽菜

1. overture
2. 目擊者 - 全員
3. 前人未踏 - 全員
4. 歪曲的珍珠 - 全員
5. 憧憬的大明星 - 全員
6. MC1 - 自我介紹
7. 手牽手 - 仲谷、前田敦、倉持
8. 燃燒路線 - 高城、指原
9. 愛的加速器 - 高橋
10. ☆之彼方 - 中田、小嶋、多田、岩佐
11. 仙人掌與淘金熱 - 大家、片山、前田亞、松原、仲川、篠田（指原）
12. MC2 - 大家、片山、前田亞、松原、仲川、（篠田）
13. 美人 - 全員
14. 給我愛 - 全員
15. 摩天樓的距離 - 全員
16. MC3 - （前半）仲谷、倉持、高橋、多田、高城、中田、片山、大家；（後半）松原、小嶋、岩佐、前田敦、前田亞、指原、仲川、篠田（橫山）
17. 生命的意義 - 全員

安可曲
1. I'm crying - 全員
2. 一直 一直 - 全員
3. MC4 - 全員
4. Pioneer - 全員

2次安可曲
1. 無限重播 - 全員
2. 馬尾與髮圈 - 全員[15][16]

- 表演後播報：（早場）高城亞樹；（夜場）小嶋陽菜

※篠田麻里子於早場休演，由橫山由依代役。

### 8月19日
- 舉行時間：（早場）入場時間13:00、出演時間14:00；（夜場）入場時間17:00、出演時間18:00
- 舉行地點：大阪難波Hatch
- 表演隊伍：Team B[1][5]
- 表演前播報：（早場）柏木由紀；（夜場）北原里英

1. overture
2. 勇氣的鐵鎚（勇気のハンマー） - 全員
3. 隕石的機率（隕石の確率） - 全員
4. 愛的脫衣舞者（愛のストリッパー） - 全員
5. 劇場的女神（シアターの女神） - 全員
6. MC1 - 自我介紹
7. 你好 我的初戀（初恋よ こんにちは） - 佐藤堇、渡邊、奧
8. 暴風雨之夜（嵐の夜には） - 鈴木、小森、宮崎、佐藤夏
9. 來一塊糖果（キャンディー） - 增田、河西、佐藤亞
10. 男更衣室（ロッカールームボーイ） - 小林、石田、北原、近野、平嶋
11. 夜風的惡作劇（夜風の仕業） - 柏木
12. MC2 - 佐藤夏、奧、渡邊、宮崎、佐藤堇、鈴木、小森
13. 100公尺便利商店（100メートルコンビニ） - 全員
14. 喜歡 喜歡 喜歡（好き 好き 好き） - 全員
15. 再見緊緊的捆綁（サヨナラのカナシバリ） - 全員
16. MC3 - （前半）：石田、小森、佐藤亞、柏木、鈴木、增田、宮崎、小林；（後半）：奧、近野、佐藤夏、北原、渡邊、河西、佐藤堇、平嶋
17. 海風的請帖（潮風の招待状） - 全員

安可曲
1. 誠實的人（オネストマン） - 全員
2. 推Team B（チームB推し） - 全員
3. MC4 - 全員
4. 我們的紙飛機（僕たちの紙飛行機） - 全員

2次安可曲
1. 無限重播 - 全員
2. 馬尾與髮圈 - 全員[17][18]

- 表演後播報：（早場）柏木由紀；（夜場）北原里英

### 8月23日
- 舉行時間：（早場）入場時間13:00、出演時間14:00；（夜場）入場時間17:00、出演時間18:00
- 舉行地點：福岡Zepp Fukuoka
- 表演隊伍：Team K[1][5]
- 表演前播報：（早場、夜場）秋元才加

1. overture
2. RESET - 全員（早場開頭：田名部、內田、小野、板野；夜場開頭：藤江、宮澤、米澤、中塚）
3. 要洗的衣服們（洗濯物たち） - 全員
4. 可以做你的女友嗎？（彼女になれますか？） - 全員
5. 唔吼大遊行（ウッホウッホホ） - 全員
6. MC1 - 自我介紹
7. 制服的抵抗（制服レジスタンス） - 仁藤、板野、小野
8. 奇跡也趕不及合格（奇跡は間に合わない） - 野中、宮澤、米澤
9. 逆轉的王子殿下（逆転王子様） - 內田、峯岸、中塚
10. 為了明天而接吻（明日のためにキスを） - 田名部、秋元、菊地、松井
11. 心端的沙發（心の端のソファー） - 藤江、梅田、大島
12. MC2 - 藤江、梅田、大島
13. 毒蜘蛛（毒蜘蛛） - 全員
14. 輸光愛情（オケラ） - 全員
15. 白色情人節…（ホワイトデーには…） - 全員
16. MC3 - （前半）田名部、藤江、宮澤、小野、秋元、板野、米澤、野中；（後半）松井、菊地、梅田、大島、峯岸、仁藤、內田、中塚
17. 拼圖48（ジグソーパズル48） - 全員

安可曲
1. 星空的錯誤（星空のミステイク） - 全員
2. 夢之鐘（夢の鐘） - 全員
3. MC4 - 全員
4. 搬家了（引っ越しました） - 全員

2次安可曲
1. 無限重播 - 全員
2. 馬尾與髮圈 - 全員[19][20]

- 表演後播報：（早場）秋元才加；（夜場）板野友美

### 8月25日
- 舉行時間：（早場）入場時間13:30、出演時間14:30；（夜場）入場時間17:30、出演時間18:30
- 舉行地點：仙台Zepp Sendai
- 表演隊伍：Team A[1][5]
- 表演前播報：（早場）高橋南；（夜場）高橋南

1. overture
2. 目擊者 - 全員
3. 前人未踏 - 全員
4. 歪曲的珍珠 - 全員
5. 憧憬的大明星 - 全員
6. MC1 - 自我介紹
7. 手牽手 - 仲谷、前田敦、倉持
8. 燃燒路線 - 高城、指原
9. 愛的加速器 - 高橋
10. ☆之彼方 - 中田、小嶋、多田、岩佐
11. 仙人掌與淘金熱 - 大家、片山、前田亞、松原、仲川、篠田（指原）
12. MC2 - 大家、片山、前田亞、松原、仲川、（篠田）
13. 美人 - 全員
14. 給我愛 - 全員
15. 摩天樓的距離 - 全員
16. MC3 - （前半）仲谷、倉持、高橋、多田、高城、中田、片山、大家；（後半）松原、小嶋、岩佐、前田敦、前田亞、指原、仲川、篠田（橫山）
17. 生命的意義 - 全員

安可曲
1. I'm crying - 全員
2. 一直 一直 - 全員
3. MC4 - 全員
4. Pioneer - 全員

2次安可曲
1. 無限重播 - 全員
2. 馬尾與髮圈 - 全員[21][22]

- 表演後播報：（早場）指原莉乃；（夜場）篠田麻里子、高橋南

※篠田麻里子於早場安可曲前休演，由橫山由依代役。

### 8月27日
- 舉行時間：入場時間17:30、出演時間18:30
- 舉行地點：札幌Zepp Sapporo
- 表演隊伍：Team K[1][5]
- 表演前播報：秋元才加

1. overture
2. RESET - 全員（開頭：秋元、峯岸、大島、梅田）
3. 要洗的衣服們 - 全員
4. 可以做你的女友嗎？ - 全員
5. 唔吼大遊行 - 全員
6. MC1 - 自我介紹
7. 制服的抵抗 - 仁藤、板野、小野
8. 奇跡也趕不及合格 - 野中、宮澤、米澤
9. 逆轉的王子殿下 - 內田、峯岸、中塚
10. 為了明天而接吻 - 田名部、秋元、菊地、松井
11. 心端的沙發 - 藤江、梅田、大島
12. MC2 - 藤江、梅田、大島
13. 毒蜘蛛 - 全員
14. 輸光愛情 - 全員
15. 白色情人節… - 全員
16. MC3 - （前半）田名部、藤江、宮澤、小野、秋元、板野、米澤、野中；（後半）松井、菊地、梅田、大島、峯岸、仁藤、內田、中塚
17. 拼圖48 - 全員

安可曲
1. 星空的錯誤 - 全員
2. 夢之鐘 - 全員
3. MC4 - 全員
4. 搬家了 - 全員

2次安可曲
1. 無限重播 - 全員
2. 馬尾與髮圈 - 全員[23]

- 表演後播報：峯岸南

### 8月30日
- 舉行時間：（早場）入場時間13:30、出演時間14:30；（夜場）入場時間17:30、出演時間18:30[24]
- 舉行地點：名古屋Zepp Nagoya
- 表演隊伍：Team B[1][5]
- 表演前播報：（早場、夜場）柏木由紀

1. overture
2. 勇氣的鐵鎚 - 全員
3. 隕石的機率 - 全員
4. 愛的脫衣舞者 - 全員
5. 劇場的女神 - 全員
6. MC1 - 自我介紹
7. 你好 我的初戀 - 佐藤堇、渡邊、奧
8. 暴風雨之夜 - 鈴木、小森、宮崎、佐藤夏
9. 來一塊糖果 - 增田、河西、佐藤亞
10. 男更衣室 - 小林、石田、北原、近野、平嶋
11. 夜風的惡作劇 - 柏木
12. MC2 - 佐藤夏、奧、渡邊、宮崎、佐藤堇、鈴木、小森
13. 100公尺便利商店 - 全員
14. 喜歡 喜歡 喜歡 - 全員
15. 再見緊緊的捆綁 - 全員
16. MC3 - （前半）：石田、小森、佐藤亞、柏木、鈴木、增田、宮崎、小林；（後半）：奧、近野、佐藤夏、北原、渡邊、河西、佐藤堇、平嶋
17. 海風的請帖 - 全員

安可曲
1. 誠實的人 - 全員
2. 推Team B - 全員
3. MC4 - 全員
4. 我們的紙飛機 - 全員

2次安可曲
1. 無限重播 - 全員
2. 很早以前（ずっと 前から） - French Kiss（倉持、柏木、高城）

3次安可曲
1. 馬尾與髮圈 - 全員[25][26]

- 表演後播報：（早場）河西智美；（夜場）渡邊麻友

※倉持明日香、高城亞樹在夜場特別演出。

### 8月31日
- 舉行時間：（早場）入場時間13:30、出演時間14:30；（夜場）入場時間17:30、出演時間18:30[24]
- 舉行地點：名古屋Zepp Nagoya
- 表演隊伍：Team K[1][5]
- 表演前播報：（早場、夜場）秋元才加

1. overture
2. RESET - 全員（早場開頭：野中、仁藤、內田、松井；夜場開頭：藤江、大島、板野、中塚）
3. 要洗的衣服們 - 全員
4. 可以做你的女友嗎？ - 全員
5. 唔吼大遊行 - 全員
6. MC1 - 自我介紹
7. 制服的抵抗 - 仁藤、板野、小野
8. 奇跡也趕不及合格 - 野中、宮澤、米澤
9. 逆轉的王子殿下 - 內田、峯岸、中塚
10. 為了明天而接吻 - 田名部、秋元、菊地、松井
11. 心端的沙發 - 藤江、梅田、大島
12. MC2 - 藤江、梅田、大島
13. 毒蜘蛛 - 全員
14. 輸光愛情 - 全員
15. 白色情人節… - 全員
16. MC3 - （前半）田名部、藤江、宮澤、小野、秋元、板野、米澤、野中；（後半）松井、菊地、梅田、大島、峯岸、仁藤、內田、中塚
17. 拼圖48 - 全員

安可曲
1. 星空的錯誤 - 全員
2. 夢之鐘 - 全員
3. MC4 - 全員
4. 搬家了 - 全員

2次安可曲
1. 無限重播 - 全員
2. 馬尾與髮圈 - 全員[27][28]

- 表演後播報：（早場）小野惠令奈；（夜場）大島優子

## DVD
演唱會的DVD同樣由AKS於2010年11月28日發行。共分為普通DVD版本、DVD及microSD版本及Premium Box版本。普通DVD版本與DVD及microSD版本分為Team A、Team K及Team B三款，各附有1枚DVD、1張生寫真及1張收集卡，而microSD亦收錄演唱會內容供手機觀賞。而Premium Box則有9枚DVD，分別收錄8場公演及特典映像。此外亦附送5張生寫真、1張收集卡及128頁的演唱會寫真集。